# Yaginumaella urbanii
Yaginumaella urbanii är en spindelart som beskrevs av Zabka 1981. Yaginumaella urbanii ingår i släktet Yaginumaella och familjen hoppspindlar. Inga underarter finns listade i Catalogue of Life.